# Radnice v Olesně
Radnice v Olesně, česky také Radnice v Olešně a polsky Ratusz w Olesnie nebo Ratusz w Oleśnie, je městská radnice původně postavená v roce 1640 a později zničená a přestavovaná. Je na rohu náměstí v Olesně (Rynek w Olesnie) v okrese Olesno v Polsku. Geograficky se také nachází v nížině/rovině Równina Opolska a Opolském vojvodství.

## Další informace
První radnice v Olesně byla postavená v roce 1640 a v roce 1722 vyhořela, kdy byla nešťastnou náhodou zapálena od hořící svíčky tehdejším starostou, kterým byl Józef Tlustek. Vzniklým požárem byla zničena velká část města. Když starosta Tlustek viděl rozsah zkázy města, tak z toho zešílel.
V letech 1820–1821 byla radnice na místě staré budovy znovu postavena. V roce 1854 byly na věž radnice namontovány hodiny zakoupené v Berlíně. V roce 1880 byla stavebně rozšířena ve stylu klasicismu o šesti sloupový portikus zakončený trojúhelníkovým tympanonem se znakem města. V roce 1945 radnice opět vyhořela a zapálila ji Rudá armáda v noci z 22. na 23. ledna. S radnici tehdy shořel téměř celý městský archiv. Po druhé světové válce byla radnice opět postavena, ale bez věže. Sklepy radnice jsou klenbové a dvoupatrová budova má plochou sedlovou střechu. Budova je památkově chráněná od roku 1966 a patří městu, které zde zřídilo muzeum aj.

## Galerie

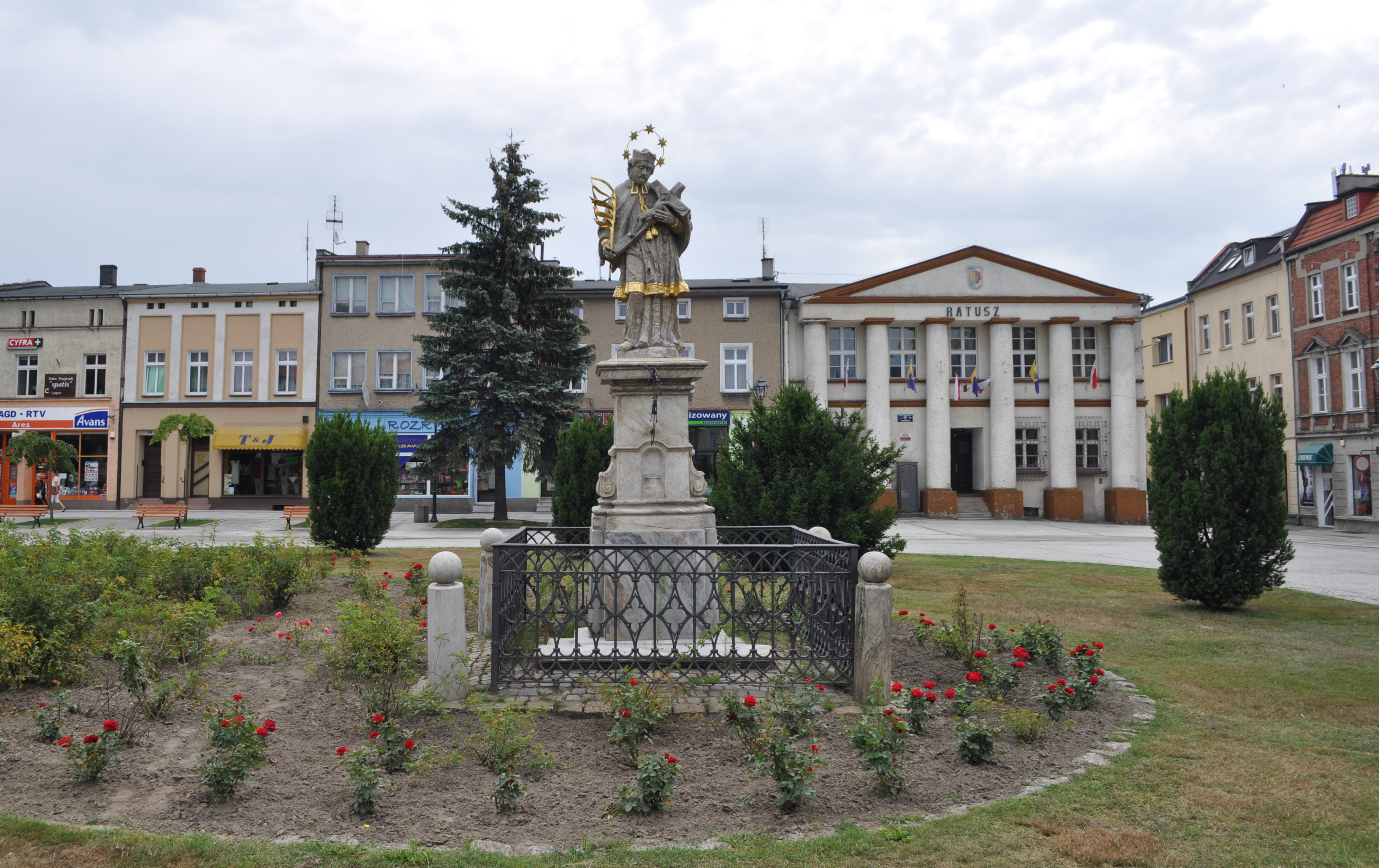
Socha sv. Jana Nepomockého před radnicí (červenec 2012)
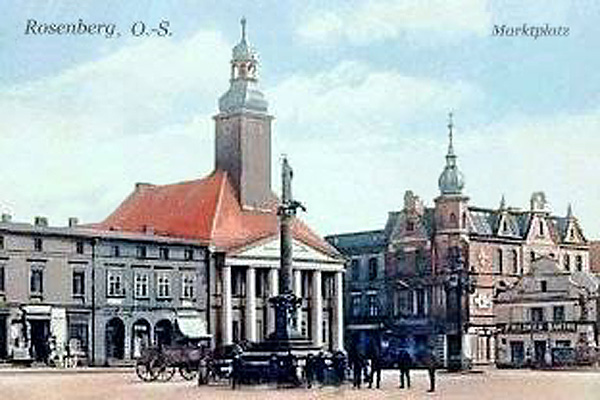
Historická fotografie